# Guldbagge 1976
La 12ª edizione del Premio Guldbagge, che ha premiato i film svedesi del 1975 e del 1976, si è svolta a Stoccolma il 13 settembre 1976.

## Vincitori
Miglior film
- Släpp fångarne loss, det är vår!, regia di Tage Danielsson

Miglior regista
- Jan Halldoff - Polare

Miglior attrice
- Margaretha Krook - Släpp fångarne loss, det är vår!

Miglior attore
- Toivo Pawlo - Hallo Baby